# Reattore nucleare veloce al piombo

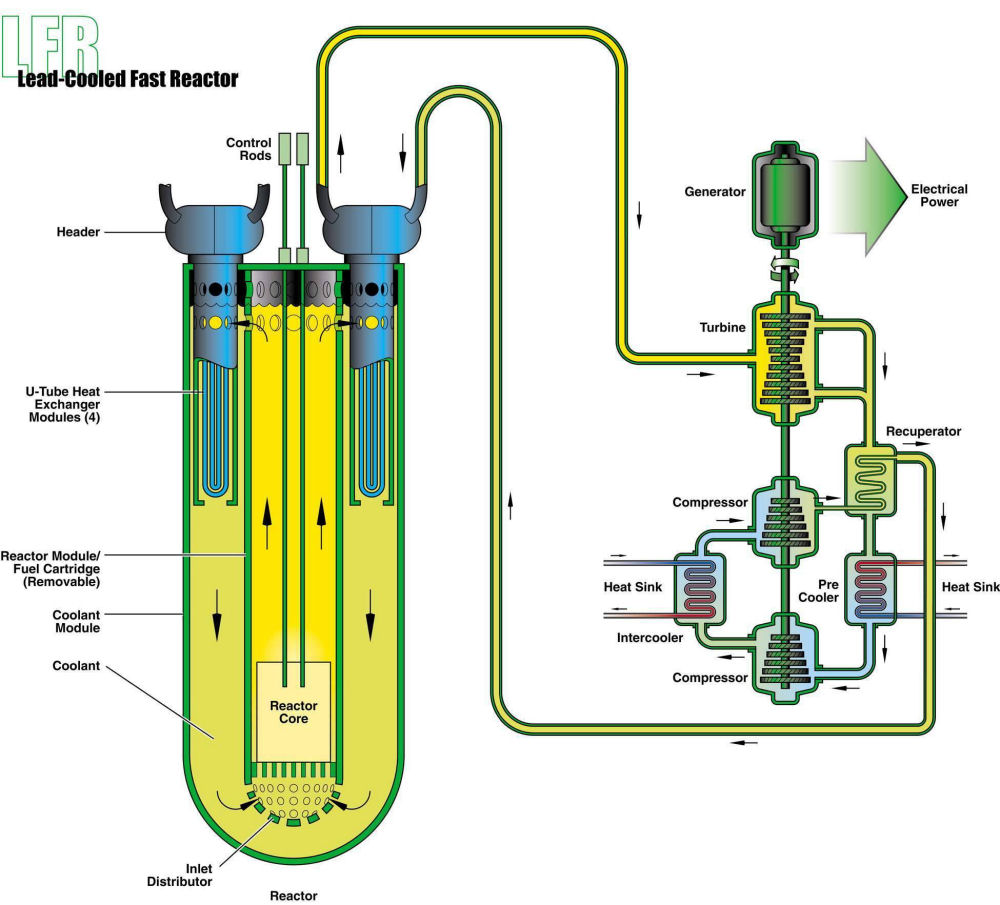
Schema di un reattore nucleare veloce refrigerato al piombo di alta potenza (intorno a e)

Il reattore nucleare a neutroni veloci refrigerato a piombo, o più brevemente LFR (sigla dall'inglese Lead-cooled Fast Reactor) è un reattore nucleare veloce della IV generazione a ciclo chiuso allo stadio progettuale e pre-licenziamento, che come refrigerante può impiegare:
- piombo puro
- bismuto (55.5 wt%) - piombo (44.5 wt%) eutettico con temperatura di fusione 124,5±0,6 °C e temperatura di ebollizione di 1750 °C[1]
- bismuto (52 wt%) - piombo (32 wt%) - stagno (16 wt%) eutettico[2]
- piombo (85 wt%) - oro (15 wt%) eutettico con temperatura di fusione 212 °C

## Vantaggi principali
Uno dei principali vantaggi di questo tipo di reattore è che un'eventuale fuga di liquido refrigerante nel corso del suo funzionamento (per esempio un LOCA) causerebbe un'emissione modesta di radiazioni, risolvendosi una colata del refrigerante (il piombo) in grado essa stessa di schermare buona parte delle radiazioni. Il vantaggio dell'uso del piombo, inoltre è che, a differenza di quanto avverrebbe nei reattori al sodio, esso solidificherebbe in maniera relativamente rapida e non potrebbe perciò disperdersi nell'ambiente, come invece può avvenire nel caso di incidenti a un reattore raffreddato ad acqua (per esempio PWR e BWR), come nell'incidente di Three Mile Island o in quello di Fukushima.
Grazie all'azione schermante del piombo, il nocciolo ha bisogno di uno schermo biologico di peso inferiore a quello tradizionale all'uranio, che riduce le perdite di neutroni, aumenta l'omogeneità del flusso e fornisce un alto coefficiente di vuoto negativo.
Poiché il reattore raffreddato al piombo opera a pressione atmosferica e senza necessità di regolazione della pressione, in caso di rotture del circuito di raffreddamento non avrebbe bisogno di reintegro del liquido refrigerante e nel caso di incidente (così come alla fine della vita utile del reattore) questo verrebbe a solidificarsi intorno al nocciolo sigillandolo, proteggendolo così dalla corrosione ed evitando contaminazioni dell'ambiente. Il rischio di formazione di una massa critica durante la fusione del nocciolo è inoltre del tutto scongiurato, poiché l'alta densità e i moti convettivi di questa classe di refrigeranti tendono a diminuire la densità del combustibile.
È inoltre possibile la circolazione del refrigerante senza un corrispondente aumento delle dimensioni del nocciolo, grazie a una differenza nei livelli liberi di ingresso e uscita, che creano condizioni di separazione del vapore durante la depressurizzazione del generatore di vapore, ed escludono il suo ingresso nel nocciolo in quantità pericolose.
La larghezza maggiore dei canali del refrigerante permessi da un basso tasso di assorbimento e moderazione abbassa la richiesta di prevalenza delle pompe e in alcuni casi la azzerano: in quest'ultimo caso è possibile praticare una circolazione naturale (senza la necessità di pompe), che è intrinsecamente sicura. La conseguente riduzione del rischio di surriscaldamento permette di utilizzare acciai commerciali per la guaina combustibile o addirittura, nel caso di reattori a bassa potenza, di rimuoverla dal progetto, eliminando così il rischio che essa si surriscaldi nel corso di eventuali blocchi locali del flusso del refrigerante.

## Confronto fra refrigeranti
La miscela eutettica piombo-bismuto ha proprietà nucleari pressoché identiche al piombo puro, quelle termiche invece sono globalmente abbastanza diverse: poco la densità (4%), la conducibilità termica (5%) invece notevolmente la viscosità (33%) e il numero di Prandtl (30%), oltre alla temperatura di fusione minore di circa 200 °C: la più semplice de-solidificazione l'ha favorita inizialmente nel campo propulsivo.
Oggi però è meno considerato degli altri poiché ha quattro svantaggi: il primo è che il bismuto 209 naturale assorbendo un neutrone produce per cattura radiativa bismuto 210 che rapidamente (con tempo di dimezzamento di 5 giorni) polonio 210 con attività massica di equilibrio di circa 370 GBq/kg, 20000 volte maggiore del polonio 210 che si origina dal piombo 208 (1,85 MBq/kg), di cui solo lo 0,2% resta elementare mentre il resto forma col piombo della miscela il PbPo e diventa così reattivo con l'acqua a formare il gas PoH2:
PbPo + H2O → PoH2 + PbO. Se si considera una perdita di gas dello 0.01% del suo quantitativo totale al giorno il rilascio nella camera centrale raggiungerebbe senza essere rimosso circa 200 volte la massima concentrazione ammessa (344 EBq/m³), mentre per il piombo ne raggiungeremmo solo l'1% Per evitare questo è necessaria la continua rimozione del piombo-polonio, ma ad oggi le tecnologie esistenti non sono sufficienti per i quantitativi che si formerebbero in un reattore di potenza, e comunque sarebbero estremamente costose.
Inoltre il bismuto è poco disponibile e più costoso: le riserve valutate al 1972 per il piombo erano circa 100 Tg con tasso di estrazione di 3 Gg/y al prezzo di circa 1 €/kg, mentre per il bismuto erano rispettivamente 625 e 1000 volte inferiori (circa 160 Gg a 3 Mg/y) e il prezzo oscilla tra 7-14 €/kg: con una domanda di un reattore commerciale da 1 GW di 15 Gg anche con tutto il bismuto a disposizione potrebbero essere alimentate solo una ventina di centrali al piombo-bismuto eutettico. Quindi in prospettiva questo refrigerante è automaticamente tagliato fuori dalla produzione di vasta scala e da una influenza apprezzabile sul panorama energetico futuro a meno che queste stime non si rivelino sbagliate.
A livello di corrosione da metalli liquidi (a parità di substrato) bisogna distinguere: a parità di temperatura il bismuto è circa 40 volte più corrosivo del piombo verso il ferro (formando la ferrite di bismuto che accelera molto la dissoluzione), il cromo e il nichel che sono i principali componenti di un acciaio inossidabile; considerando però che richiede una temperatura minore di esercizio, nelle rispettive condizioni operative è in realtà più corrosivo il piombo: ciò è dovuto primariamente all'aumento della solubilità dell'ossigeno. La velocità di dissoluzione del piombo è notevolmente minore che in PbBie a bassa temperatura ma maggiore oltre una soglia: ciò è dovuto primariamente alla minore solubilità dell'O a parità di temperatura, che spiega anche perché in Bi puro è circa 40 volte maggiore a pari temperatura.
Infine, anche se avviene ad una temperatura più bassa, la solidificazione del piombo al contrario dell'eutettico piombo-bismuto non comporta un consistente aumento di volume, rischiando meno di spaccare le tubazioni del primario, ma ha conducibilità termica minore: 14,3 W/m K contro 17,7 W/(m K).
Un reattore commerciale dovrebbe avere temperatura di uscita di 800 °C, quindi la solidificazione non è più considerata come nei primi sottomarini russi uno dei rischi peggiori, e si pensa di risolverla con un numero ridondante di riscaldatori elettrici.

## Classificazione dei combustibili
I materiali combustibili candidati sono uranio fertile e transuranici sotto forma di 4 composti in ordine di compatibilità (tutti tranne il metallico sono compatibili con miscele Pb Bi):
| Combustibile | densità (Mg/m3) | densità fissile (Mg/m3) | conducibilità termica (W/mK) | solidus (°C) | liquidus (°C) |
| ------------ | --------------- | ----------------------- | ---------------------------- | ------------ | ------------- |
| (U,Pu)N      | 14.3            | 13.5                    | 19.8                         | 2720         | 2780          |
| (U,Pu)O2     | 11.0            | 9.7                     | 2.9                          | 2740         | 2775          |
| (U,Pu)C      | 13.6            | 12.9                    | 19.6                         | 2325         | 2480          |
| (U,Pu)Zr     | 15.6            | 14                      | 35                           | 850          | 1160          |

I migliori sarebbero i nitruri, che isolano meglio degli ossidi alcuni prodotti di fissione corrosivi per la guaina. Le fasi essenziali di sintesi sarebbero riduzione carbotermica dell'ossigeno a 1150 °C sotto azoto fluente, come ad esempio:
0.8 UO2 + 0.2 PuO2 + 2 C + 0.5 N2 → U0.8Pu0.2N + 2 CO2
centrifugazione e successiva sinterizzazione dei pellet. Purtroppo allo stato dell'arte le impurità di ossidi e carburi sono inevitabili, e aumentano il rigonfiamento e il rilascio dei prodotti di fissione gassosi. L'eventuale eliminazione dell'azoto 14 che assorbe neutroni formando carbonio 14 è molto costosa perciò si programma di riciclare l'azoto-15 nel ciclo di arricchimento.
La ricerca è per ora sviluppata al KTH.

## Storia

### Dal 1950 al 1990
L'idea di utilizzare l'eutettico piombo-bismuto fu concepita da Lejpunskij nel 1950. Nel 1953 Cygan costruì per primo due circuiti a convezione in acciaio al carbonio 1015 e 400 per studiare la corrosione di diversi acciai nella lega eutettica a bassa velocità (33-88 mm/s) tra 450 e 177 °C, sfruttando una trappola magnetica per operare ininterrottamente per 15 mesi. Nel 1958 i sovietici realizzarono un reattore sperimentale 27/VT, e nel 1963 cominciò la fase sperimentale ad opera della Marina sovietica sul sottomarino 645. All'inizio del secondo round nel 1968 questo ebbe un incidente di solidificazione e furono rilevati problemi anche al 27/VT, che le analisi successive attribuirono alla occlusione delle scorie(principalmente ossidi) accumulate nei punti meno caldi del circuito che fra l'altro abbassavano la rimozione del calore dal nocciolo, poiché non erano stati sviluppati mezzi per monitorare e regolare la purezza del refrigerante. Si decise perciò di limitare la vita degli impianti, e di proseguire lo studio termochimico del piombo-bismuto.
Dal 1977 il reattore al piombo bismuto equipaggiò la famosa Classe Alfa dato che la velocità e altre prestazioni molto spinte esigevano un reattore veloce molto meno ingombrante e pesante a parità di potenza rispetto ad un reattore nucleare ad acqua pressurizzata (che era ed è tuttora la tecnologia relativamente più diffusa anche in ambito navale), e l'alto requisito di sicurezza verso eventuale contatto con acqua escludeva la tecnologia al sodio a meno di un ulteriore circuito intermedio troppo ingombrante e penalizzante per rendimento e regolazione. I progetti OK-550 e BM-40A erano in grado di produrre 155 MWt. Erano significativamente più leggeri rispetto ai tipici reattori refrigerati ad acqua ed avevano il vantaggio di poter passare dalla modalità operativa a potenza minima e minimo rumore a quella a massima potenza (molto rumorosa), anche se si dimostrarono poco affidabili, dal momento che la solidificazione della miscela di piombo-bismuto rendeva il reattore non operativo. Con la tecnologia sviluppata, non ci sono stati problemi legati al refrigerante nelle operazioni della Classe Alfa durante la loro intera vita (80 anni-reattore).

### Dal 1990 al 2005
Negli ultimi anni, invece, essendo molto più sentiti problemi quali il trattamento delle scorie ad alta attività e della proliferazione bellica di armi nucleari connesse a problemi di terrorismo, questo tipo è ritornato ad essere considerato promettente, ed è studiato in vari progetti sperimentali, candidati come possibili reattori di IV generazione. Questo grazie ad alcune caratteristiche peculiari di sicurezza intrinseca (sia dal punto di vista degli incidenti che della possibile sottrazione di materiale fissile) e di capacità di trattare come combustibile fissile buona parte delle scorie riducendone la pericolosità e la quantità.
Negli USA gli anni recenti hanno visto nascere il progetto per la variante modulare, di piccola taglia: dal 1996 è nato il progetto S(ecure)TAR dei LLNL, negli anni 1997‐98 si aggiunge l'UCB con un progetto di variante al Pb‐Bi del CRIEPI‐TOSHIBA 4S (concezione Super‐Sicura, Small, e Semplice). Nel 1998 gli LLNL hanno creato un gruppo di ricerca con ANL, LANL, UCB, Texas A&M e Westinghouse per sviluppare STAR. Ultimamente si è diviso in 12 proposte rispetto all'iniziali programma NERI. Nel 1999 nel NERI vengono stipulati contratti triennali di progetto sulle varianti STAR-LW, STAR-LM e ENHS.
Nel 2002 è stato selezionato SSTAR (l'unico progettato specificamente come reattore modulare) come prototipo degli USA per i reattori al piombo di quarta generazione.

### Dal 2005 al 2010
Come si è visto e la storia di questo tipo di tecnologia è stata fino al passato recente e continua ed essere in gran parte ancor oggi legata alla Russia, mentre il reattore al sodio è stato più legato alla ricerca americana e poi anche francese e giapponese.
Al 2005 risale la formazione del Provisional System Steering Committee sui reattori al piombo da parte di Unione Europea, Stati Uniti, Giappone e Corea del sud e la preparazione conseguente di un System Research Plan solo per ELSY (del 7° programma quadro europeo, diventato poi ELFR nell'8°) e SSTAR.
Dal 2006 Ansaldo Nucleare è coordinatore del progetto ELSY, con partners Del Fungo Giera Energia, Empresarios Agrupados, EDF, CESI-R, CNRS, ENEA, FZK, INR, NRG, UJV-REZ, PSI, SCK-CEN, JRC/IE-Petten, CIRTEN, KTH, AGH. A inizio 2009 viene decisa la progettazione per il triennio 2010-2013 di un dimostratore europeo (LEADER, che poi diventerà ALFRED) preliminare ad ELSY con coordinatore sempre l'Ansaldo nucleare e 18 partners.
Il 25 dicembre 2009 sul fronte russo venne annunciata una joint venture chiamata AKME Engineering costituita dalla Rosatom e dal gruppo En+ Group, per sviluppare il reattore SVBR-100 ('Svintsovo-Vismutovyi Bystryi Reaktor' - reattore veloce a piombo-bismuto): reattore commerciale modulare a piombo-bismuto che produrrà 100MWe circa il doppio rispetto a quella prodotta dal reattore della classe Alfa su cui è basato, con rendimento circa del 36%, utilizzabile in batterie ciascuna di al massimo 16 unità per sito. Il refrigerante passa da 345 °C fino a 495 °C passando per il nocciolo. Come combustibile nucleare si potrebbe usare l'ossido di uranio arricchito al 16,5%. Con l'uranio 235 la ricarica del reattore sarebbe necessaria ogni 7-8 anni (invece dei 6-12 mesi degli attuali reattori). Si hanno piani per un prototipo per il 2019.
Secondo dichiarazioni della Nuclear Engineering International, il progetto iniziale dell'Hyperion Power Module sarà di questo tipo, utilizzando come combustibile il nitruro d'uranio all'interno di barre di combustibile in acciaio martensitico HT-9, usando un riflettore in quarzo, e come refrigerante l'eutettico piombo-bismuto.
Nelle valutazioni tecnologiche del 2010, il sodio è stato ancora considerata la tecnologia di riferimento avendo la più vasta esperienza tecnologica e feedback operativo reattoristico. La tecnologia al piombo aveva già esteso in modo significativo la sua base tecnologica e può essere considerato l'alternativa a minor termine rispetto al sodio.

### Dal 2010 al 2013
Gli anni dal 2010 al 2013 vedono l'intensificarsi della collaborazione fra UE e Russia su questo tipo di reattori e l'affacciarsi di Cina, Corea e di alcuni paesi dell'est europeo come osservatori.
Nel 2010 UE e Giappone hanno stretto un protocollo d'intesa (MoU). Nel 2011 al PSSC si è aggiunta la Russia.
Nel febbraio 2011 il ministero dell'economia rumeno ha approvato il Memorandum iniziato dall'Istituto rumeno per la Ricerca Nucleare di Pitești per ospitare sul sito il reattore dimostratore ALFRED del consorzio europeo da 300 MW con contributo nazionale atteso di 200M€; INR contribuito al dibattito nazionale sulla questione.
Nel febbraio 2012 è stato firmato un MoU tra le aziende italiane AN ed ENEA e l'INR per la costruzione di ALFRED. L'INR ha avviato la collaborazione con l'autorità per la sicurezza rumena. Queste il 29 giugno 2012 hanno tenuto a Bruxelles un primo meeting con la DG Regio per discutere la possibilità di accesso per ALFRED a fondi infrastrutturali. Il 25 dello stesso mese, nello stesso luogo, nell'ambito della conferenza sui 4 progetti dell'ESNII (tra cui MYRRHA e ALFRED), una rappresentanza governativa dell'Ungheria dichiarava il proprio interesse a questi progetti.
Nell'aprile 2012 vengono costituiti tre gruppi di lavoro per il protocollo di ALFRED (1.Roadmap; 2.Costi; 3.Meccanismo di finanziamento); nel protocollo euro-giapponese invece entra anche la Russia, i rappresentanti del PSSC (membri Alessandro Alemberti per l'Euratom, Minoru Takahashi per il Giappone, Valery Smirnov per la Russia, e l'osservatore Craig Smith per gli USA e il segretario Shin'ichi Toyama per l'OECD/NEA) si sono incontrati a Pisa cominciando la revisione del SRP decidendo:
- diversi aggiornamenti ai due progetti scelti
- aggiunta di un terzo progetto reattoristico di taglia intermedia.
- Accordo per preparare un parere PSSC sui vantaggi principali di questo tipo di reattori e le sfide di ricerca rimanenti
- Inizio di una revisione significativa dell'SRP da completare entro marzo 2013
- Preparazione della Lead Fast Reactors Generation IV International Forum Road Map

Il 19 dicembre 2013 è stato firmato a Bucarest l'atto costitutivo del Consorzio Falcon (Fostering Alfred Construction), con accesso ai finanziamenti romeni e della Ue per la fornitura di componenti ad alta tecnologia dai legali rappresentanti di AN, ingegner Roberto Adinolfi, ENEA e Icn, Constantin Paunoiu, alla presenza del ministro romeno delegato per l'Energia, Costantin Nita. I laboratori ENEA Brasimone qualificheranno alcuni componenti. 
Si intende accedere ai finanziamenti della European Investment Bank ed ai fondi infrastrutturali (Cohesion Funds).
Gli ultimi mesi del 2012 sono stati cruciali in quanto in settembre la ROSATOM ha dichiarato che la costruzione del BREST comincerà nel 2016 in modo che l'impianto sia operativo per il 2020 (compresa la preparazione del combustibile). Il sito è stato indicato nella regione di Tomsk dove sono già localizzati impianti di riprocessamento. In secondo luogo all'ESNII Ex. Board si è deciso di focalizzarsi sui progetti creati piuttosto che sulla tecnologia, con come criterio principale la disponibilità fondiaria e le difficoltà tecniche di ciascuno.
Nell'ottobre 2012 l'AKME ha annunciato al forum “Atomex Europe” la firma di un MoU con tredici società ceche per realizzare insieme l'SVBR. Viene stabilita una tempistica che prevede per il 2014 lavori di ricerca scientifica e di progettazione sperimentale e industriale del complesso energetico, e per il 2017 il lancio fisico ed energetico del progetto, che potrebbe diventare il primo reattore commerciale al mondo di quarta generazione a media potenza e occupare in tal modo una fetta del 10-15% del mercato mondiale della produzione nucleare di bassa e media potenza.
Al convegno Rosatom-Euratom a Bruxelles è stato:
- scelto il nuovo coordinatore scientifico del progetto BREST – A. Moyssev (dell'IPPE a Obninsk/ NIKIET),
- confermato l'insediamento della commissione Rosatom per BREST e BN-800,
- avviato un contatto bilaterale tra i progetti LEADER e BREST.

Al secondo meeting GIF LFR PSSC a Parigi il 7-8 marzo 2013 sono stati aggiunti i rappresentanti membri Didier Haas per l'Euratom e Anton Umanskiy per la Russia e nuovi osservatori della Cina, della Corea e egli USA.

## Sottocategorie di progetto

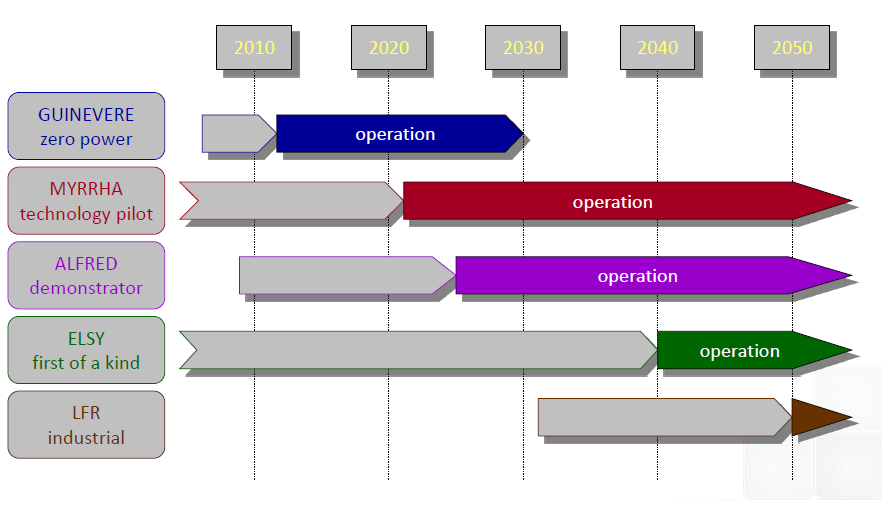
Diagramma di Gantt dei vari progetti di reattore al piombo.

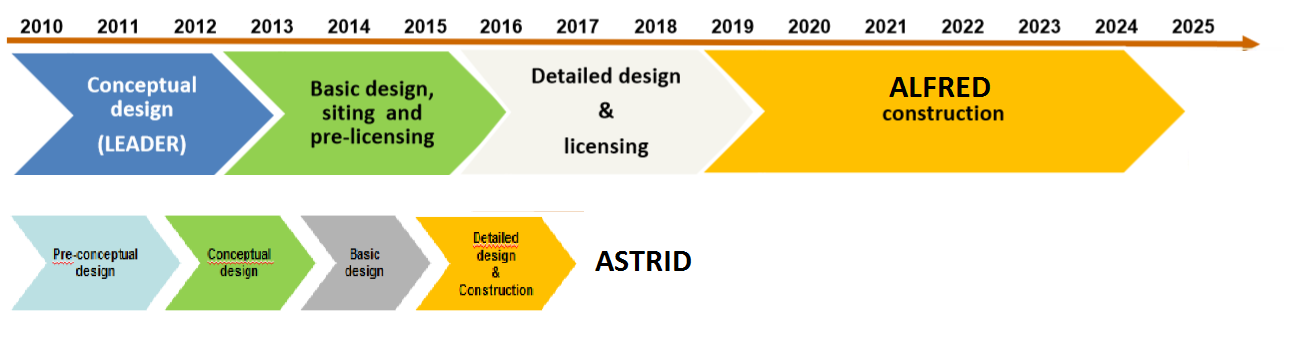
Diagramma di Gantt previsto per il progetto europeo ALFRED di Ansaldo Nucleare, in confronto al progetto parallelo ASTRID al sodio.

In realtà dopo un primo generale interessamento negli anni cinquanta-sessanta (sia da parte dell'industria statunitense che di quella sovietica) a questo tipo  di reattori per i vantaggi che presentavano in quanto reattori autofertilizzanti, i progetti per lo sviluppo di reattori a metallo pesante vennero progressivamente abbandonati (data anche la buona disponibilità di uranio che favorì l'uso dei più semplici reattori non fertilizzanti), tanto che al giorno d'oggi esistono impianti che simulano gli aspetti più interessanti come circuiti di corrosione e simulatori di irraggiamento.
Le varie opzioni includono una gamma di tarature di potenza, che includono unità da 50 a 150 MWe con noccioli prefabbricati a lunga-vita.

### Reattori modulari
La batteria LFR è un impianto di potenza da 50-150 MWe del tipo "chiavi in mano" che utilizza dei core a cassette che funzionano in un circuito chiuso del combustibile nucleare con intervalli di ricarica da 15 a 20 anni, oppure sono moduli di reattore completamente sostituibili. Lo si ritiene adatto alla generazione distribuita (e anche per la produzione di altre risorse, includendo idrogeno e acqua potabile). Questo tipo di reattore è specialmente adatto per paesi in via di sviluppo che non possono o non vogliono dotarsi di una infrastruttura nucleare completa, in particolare di impianti per l'arricchimento e di una rete elettrica avanzata.
Tra i progetti figurano: GENIUS, SSTAR, STAR-H2, ELECTRA, BORIS, CLEAR.

### Reattori commerciali
I reattori LFR di maggiore potenza proposti per le centrali nucleari includerebbero insiemi modulari da 300 a 400 MW, e uno da 1,2 GWe con intervalli di ricarica di 8 anni. Sarebbero refrigerati per convezione forzata con pompa assiale o pompa elettromagnetica: quest'ultimo tipo però è sfavorito dal basso rendimento fluidodinamico con il metallo liquido. La temperatura di uscita del refrigerante sarebbe sicuramente superiore ai 550 °C, puntando a oltre 800 °C con l'impiego di nuovi materiali: temperature superiori ai 830 °C sono tra l'altro sufficienti per la produzione di idrogeno grazie al ciclo zolfo-iodio. In questa tipologia figurano i progetti: MYRRHA, ELFR (630 MWe), ALFRED (120 MWe), SUPERSTAR, LFR DEMO, SVBR-10, SVBR-100, BREST .